# Punta Umbría (kommunhuvudort)
Punta Umbría är en kommunhuvudort i Spanien.   Den ligger i provinsen Provincia de Huelva och regionen Andalusien, i den sydvästra delen av landet, 500 km sydväst om huvudstaden Madrid. Punta Umbría ligger 10 meter över havet och antalet invånare är 14 708.
Terrängen runt Punta Umbría är platt. Havet är nära Punta Umbría åt sydväst.  Närmaste större samhälle är Huelva, 9,6 km norr om Punta Umbría. 